# Belasco
Belasco — британская группа, играющая в стиле инди-рок. Группа образовалась в 2000 году, но только после своего второго концерта они стали неукоснительно соблюдать стиль «Indie-rock».

## История
Дебютный альбом «Simplicity» («Простота») был подготовлен Чарли Фрэнсисом, и получил признание в Великобритании. Один из журналов так описал Belasco — «У них великолепные песни, а амбиций у них больше, чем у большинства новых групп. Осторожно, Coldplay!»
Затем группа выпустила ещё четыре диска — «Technique» в 2002, «Knowing Everyones Okay» — в 2003, «Something Between Us» в 2006 и «61» в 2007 году. Belasco получили признание в Великобритании и Европе, диски стали выпускаться в Германии, Бельгии, Голландии, Франции, Австралии, Норвегии и Финляндии.
В начале 2005 года группа записала два сингла — «Chloroform» и «Something Between us».
Something Between Us понравилась критике — британская газета Guardian назвала её синглом недели.
В 2006 году некоторые треки группы были добавлены в фильм «Incubus», а «Chloroform» была отобрана компанией EA Sports как саундтрек к популярной игре FIFA 07. Некоторые песни появились в популярном американском сериале «Холм одного дерева» («One Tree Hill»).
На протяжении всего 2006 года группа работала над новым альбомом «61», который был выпущен в 2007. Этот альбом является идеальным показателем звука группы Belasco — от нежной интроспективной акустики («Finest Things» и «Lawman») до эпического рока («The Earth» and «Swallow»), с изобретательской структуры и мелодии песни «Butterfly» до классической жесткости рок композиции («Joseph Conin» и «On a Wire»). Тим Броунлоу, вокалист группы, говорит, что «61» лучший альбом группы:
«Эта пластинка наконец-то нас захватила, всё то, что мы хотим показать поклонникам — наш звук. Мы раньше говорили, что звук осложняет нашу музыку. „61“ показывает нашу душу — голос, гитары и барабаны. Это рок…» 
На данный момент продано более чем 30000 записей Belasco по всему миру. Группа играет концерты по всему миру (150 только в 2003 году), в том числе и на больших европейских фестивалях, например «Isle of Wight» (Великобритания), «Haldern and Bochum Total» (Германия) и «Alive» (Бельгия).

## Состав
- Билл Кертледж (англ. Bill Cartledge) — ударные
- Даф Батье (англ. Duff Batye) — бас-гитара
- Тим Броунлоу (англ. Tim Brownlow) — вокал, гитара

## Дискография
- Simplicity — 2001
- Car EP — 2001
- Technique — 2002
- Knowing Everyone’s Okay — 2003
- Something Between Us EP — 2005
- Something Between Us — 2006
- 61 — 2007
- Transmuting — 2012